# Râul Neagra, Slătioara
Râul Neagra este un curs de apă, afluent al râului Slătioara.